# Cerkev sv. Marije Magdalene, Podgrad
Rimskokatoliška župnijska cerkev Podgrad pri Medgorjah (nemško Rottenstein) se nahaja v primestni trški občini  Žrelec na vznožju strme skale na južnih obronkih radških Gur v političnem okraju Celovec-dežela na avstrijskem osrednjem Južnem Koroškem. 
Župnija je pod zavetništvom svete Marije Magdalene ter spada pod dvojezično dekanijo Tinje Krške škofije. Do leta 1938 je bila uradno slovenska fara in je danes uradno dvojezična.   Župnijska cerkev je pod spomeniškim varstvom. 

## Zgodovina
Cerkev je bila v listini omenjena leta 1359. Jedro romanske cerkve v ladijskih zidovih je bilo razširjeno in obokano v gotskem slogu s prizidkom kora in zakristije. Na dominantnem zahodnem stolpu je v zatrepu vidna letnica 1689, na koničastem zatrepu pa 1990. Notranjost cerkve je bila obnovljena leta 1989, zunanjost pa v letih 1992/1993.

## Arhitektura
Zunanjost cerkve odlikujejo mogočen zahodni stolp, nestrukturirana romanska ladja s samo na jug obrnjenimi okni, od katerih je eno gotsko s koničastim obokom, rahlo na jug obrnjen prezbiterij s petstranim zaključkom z dvostopenjskimi oporniki in zakristija, prizidana južno od prezbiterija. Na nizkem romanskem okroglo obokanem zahodnem portalu v stolpu je ob njem žrtvena miza.
Leta 1992 so na južni steni cerkve odkrili fresko z angeli in svetim Krištofom iz okoli leta 1500.
Notranjost cerkve ima tri traveje in dvonadstropni kor pod skrilnatim sklepnikom z rombasto zvezdo v ladji in rebrastim sklepnikom v koru s heraldičnimi ključnimi kamni. V koničastem triumfalnem loku je ornamentalna poslikava. Portal zakristije ima konzole.
Stenske poslikave v rebrastem sklepniku kora so bile naslikane konec 14. stoletja in prikazujejo štiri evangeliste in angele, ki muzicirajo.

## Notranja oprema
Na glavnem oltarju iz sredine 18. stoletja so poznogotski lik svete Magdalene iz okoli leta 1500 in dva neogotska lika svete Katarine in svete Barbare ter baročni liki svete Helene, svetega škofa, svetega Valentina in v izvlečku svete Lucije. Levi stranski oltar iz druge polovice 17. stoletja prikazuje podobo svete Apolonije.
Ob portalu sta gotska krstilnica in romanska krstilnica.
Zvon je datiran z letnico 1455.

## sklici
1. ↑   Bojan-Ilija Schnabl: Pfarrkarte der Diözese Gurk/Krška škofija 1924. V: Enciklopedija slovenske kulturne zgodovine na Koroškem, Dunaj, Weimar, Köln, (Böhlau) 2016, 2. zv., str. 1027-1034.
2. ↑  Seznam_dekanij_Krške_škofije